# Michelle Sol
Irma Michelle Martha Ninette Sol de Castro, nacida como Irma Michelle Martha Ninette Sol Schweikert (Nuevo Cuscatlán, 20 de diciembre de 1972), y conocida como Michelle Sol, es una mercadóloga, empresaria y política salvadoreña. Actualmente ejerce como Ministra de Vivienda de El Salvador, cargo que ocupa desde junio de 2019. Anteriormente, fue alcaldesa de Nuevo Cuscatlán entre 2015 y 2019.

## Biografía

### Estudios y familia
Michelle Sol nació en el distrito, antes municipio, de Nuevo Cuscatlán, departamento de La Libertad, el 20 de diciembre de 1972. Es hija de Francisco Sol Viaud, empresario, e Irma Schweikert Amos. Su formación académica incluye estudios bilingües y una Licenciatura en Mercadeo de la Universidad Dr. José Matías Delgado. Además, cuenta con un diplomado en Legislación Municipal y otro en Gestión Municipal en Europa. 

### Experiencia laboral
Antes de su incursión en la política, Michelle Sol trabajó en el ámbito empresarial como Directora Comercial de su empresa familiar, la cual se especializa en la producción de alimentos para animales domésticos y de granja. Esta experiencia empresarial marcó su carrera profesional, brindándole conocimientos en administración y manejo de recursos.

## Trayectoria política
- Concejal de Nuevo Cuscatlán (2012-2015): Ingresó a la política como concejal durante la administración de Nayib Bukele en el municipio de Nuevo Cuscatlán bajo la bandera del partido FMLN. Durante este tiempo, lideró proyectos comunitarios orientados al emprendimiento y desarrollo social. Fue en 2015 cuando decidió presentar su candidatura como alcaldesa.
- Alcaldesa de Nuevo Cuscatlán (2015-2019): En 2015, fue elegida alcaldesa, nuevamente bajo la bandera del Frente Farabundo Martí para la Liberación Nacional (FMLN).[3] Durante su gestión, impulsó proyectos de infraestructura y programas sociales, ganándose la reelección en 2018 esta vez bajo la coalición con el FMLN, PSD, CD y PSP.[5]Durante su gestión, le dio continuidad a proyectos heredados de la administración de su antecesor Nayib Bukele: Clínica Municipal, entrega de canastas básicas mensuales a adultos mayores, programas de deportes para jóvenes, centros de computo, Biblioteca Municipal,[6] etc.
- Ministra de Vivienda (2019-presente): Fue designada Ministra de Vivienda por el presidente Nayib Bukele en junio de 2019,[7] siendo la primera titular de esta cartera en varios años tras su reactivación. Desde entonces, su tarea se ha centrado en liderar proyectos para reducir el déficit habitacional y promover el acceso a vivienda digna para sectores vulnerables.[8]
- Candidatura a la Alcaldía de La Libertad Este (2024): En junio de 2023, Michelle Sol se inscribió como precandidata a la alcaldía del nuevo municipio de La Libertad Este, conformado por los distritos de Antiguo Cuscatlán, Huizúcar, Nuevo Cuscatlán, San José Villanueva y Zaragoza, por el partido Nuevas Ideas. En las elecciones internas de julio de 2023, resultó electa como candidata oficial. En las encuestas realizadas en enero de 2024, se proyectó como la virtual ganadora de la alcaldía de La Libertad Este.[9][10] Sin embargo, en las elecciones municipales de marzo de 2024, no obtuvo la victoria y terminó perdiendo frente a la alcaldesa de Antigua Cuscatlán Milagro Navas del partido ARENA.[11]

### Trayectoria en el Ministerio de Vivienda
La gestión de Michelle Sol al frente del Ministerio de Vivienda ha estado orientada a promover el acceso a una vivienda digna para la población salvadoreña, implementando políticas públicas que buscan mejorar la calidad de vida y el desarrollo urbano sostenible:
- Ventanilla Única para la Agilización de Trámites: Una de las principales iniciativas que ha liderado es la creación de una ventanilla única que simplifica y acelera los trámites para la construcción, mejorando el acceso a viviendas de bajo impacto ambiental.[12]
- Programas de Vivienda Social: Ha promovido proyectos para la construcción y entrega de viviendas a sectores vulnerables y de bajos recursos. Su enfoque ha sido reducir el déficit habitacional en el país.
- Atención a Comunidades Vulnerables: Ha trabajado en la legalización de propiedades y el reasentamiento de comunidades vulnerables, ofreciendo soluciones habitacionales y la seguridad jurídica a familias que lo necesitaban.

## Controversias
En noviembre de 2024, habitantes de la Línea Férrea, junto con organizaciones como la Unidad de Derechos Humanos y Comunitarios (UNIDEHC) y el Bloque de Resistencia y Rebeldía Popular, presentaron un aviso a la Fiscalía General de la República solicitando una investigación penal contra la ministra Michelle Sol. La acusaron de incumplimiento de deberes y actos arbitrarios, alegando que no ha respondido a escritos ni ha resuelto la situación de las escrituras de propiedad de las familias que habitan en las líneas férreas. Según los denunciantes, más de 9,700 familias en cinco departamentos del país se han visto afectadas por la falta de entrega de escrituras, a pesar de la existencia de un decreto legislativo que ordena su otorgamiento. 

### Difusión de Información Personal de una Ciudadana
En noviembre de 2019, la organización Acción Ciudadana denunció a Michelle Sol ante el Instituto de Acceso a la Información Pública por publicar en redes sociales la imagen del Documento Único de Identidad (DUI) y otros documentos con información personal de una ciudadana. Esta acción fue considerada una infracción muy grave según la Ley de Acceso a la Información Pública, que prohíbe la difusión de información reservada o confidencial.

### Vinculación con Red de Tráfico de Personas
En 2003, Michelle Sol fue detenida en el Aeropuerto Internacional de El Salvador bajo la acusación de estar vinculada a una red de tráfico de personas. Según informes, intentaba sacar del país a dos menores de edad con pasaportes visados originales, pero que contenían los nombres y fotografías de otras menores. La Policía Nacional Civil la relacionó con una red de "coyotes" liderada por Fransheska Alvarado Hughes. El caso fue llevado a los tribunales, donde se consideró que había indicios de culpabilidad, trasladándose a la etapa de instrucción.

### Acusaciones de Uso de Recursos Públicos en Campaña Política
En marzo de 2024, durante la campaña electoral para la alcaldía de La Libertad Este, la entonces candidata Milagro Navas acusó a Michelle Sol de gastar $8,000 en drones para promover su campaña, insinuando un posible uso indebido de recursos públicos.

### Rechazo a Debatir con Oponentes Políticos
En febrero de 2024, Michelle Sol rechazó la invitación de Milagro Navas para participar en un debate público sobre sus propuestas para la alcaldía de La Libertad Este. Sol argumentó que "hacer debates siempre ha sido para la política de antes" y que prefería debatir "con las comunidades". Esta postura fue criticada por sectores que consideraron importante la confrontación de ideas en espacios públicos.